# Lucía (cantante)
María Isabel Rodríguez Lineros (Sevilla, 2 de abril de 1965), más conocida como Lucía, es una cantante y presentadora española que participó en Eurovisión en 1982.

## Biografía

### Sus 4 LP para Movieplay
Comenzó su carrera musical como integrante de un cuadro flamenco en un tablao sevillano, grabando su primer disco con composiciones de Paco Cepero. Un disco codiciado en el mundo del flamenco debido a su alta calidad musical. Cuando su popularidad empezó a crecer después de su aparición en el programa Aplauso, en la presentación como representante de Eurovisión, se vuelve a lanzar el disco con diferente portada a la primera y ya con el nombre artístico de Lucía. El tema más escuchado fue el homónimo al LP, una rumba con un gran protagonismo de la guitarra de Paco Cepero.
En algunos temas, dejaba clara su gran interpretación a nivel vocal demostrando un buen torrente de voz en temas como No quiero ser tu amante o Necesito tu amor. Es de destacar la gran interpretación que hace tanto en la versión de estudio como en sus directos de los temas Un día llorarás o Ahora quiéreme. No solo hay flamenco, ya que en Siento por ti vemos claramente por dónde irían los sonidos latinos de su siguiente disco, o en ¿Qué es amor? donde fusiona algunos sonidos pop con el flamenco puro.
Su carrera despegó al ser elegida para representar a España en el Festival de la Canción de Eurovisión 1982 en Harrogate, Inglaterra con la canción Él, quedando en la décima posición. Era la cantante más joven en representar a España en el concurso. En enero su discográfica, Hispavox, decide enviar el nuevo LP de la sevillana, que aún no había visto la luz, a TVE para presentarla como una posible candidata a representar a España en el próximo festival de Eurovisión. 
Se hizo un elección interna, con artistas como Bertín Osborne con el tema Abrázame. Se decide que la representante será Lucía y la canción elegida es Él en febrero de 1982, pero a los pocos días la candidatura se vería salpicada por doble partida en cuestiones políticas. La crítica musical vio en este tema un argumento político para normalizar la ley de divorcio en la sociedad, la cual se había implantado unos meses antes. Hay que tener en cuenta que en estos años el festival en España estaba pasando por uno de sus mejores momentos en cuestión de audiencias y que desde los sesenta hasta principios de los noventa cualquier representante español era mirado con lupa y se convertía en el centro de todos los focos durante los meses previos a Eurovisión. 
Este tema pronto se olvidó, ya que el 2 de abril, a 22 días del festival estalla la guerra de las Malvinas entre Inglaterra y Argentina. Intentó que se cambiara la canción, porque era un ritmo de tango, con un cuerpo de baile que coreografiaban un tango durante toda la actuación, pero esto fue denegado por TVE, ya que era imposible por el poco tiempo que faltaba para el festival. Este tema se comentó mucho, pues que España, que apoyaba a Argentina en la guerra, llevase un tango a Inglaterra en pleno conflicto no sentó muy bien a los ingleses, y la delegación española tuvo que estar protegida en todo momento tanto en ensayos como en la final. Su madrina televisiva fue Massiel, la cual la presentó en 1982 en el programa De ahora en adelante versionando las dos el tema La, la, la. Su canción fue número 1 de los cuarenta principales aquel verano del 82. También los sencillos Qué tontería y Acuérdate obtuvieron bastante notoriedad, convirtiendo en un rostro televisivo recurrente. Con el primero de ellos demostraba que aparte de buena voz le sobraba presencia artística en los escenarios, defendiendo igual baladas que temas más desenfadados con coreografías.

### Nuevos álbumes
En 1989 lanzó de nuevo un álbum que no consiguió el mismo éxito que los anteriores. Pero marca un cambio en su carrera que durara todos los noventa, con sonidos más flamencos con la experimentación y fusión que ya había a finales de los 80, introduciendo toques orientales, tecno o rock.
En 1990 lanzó el álbum Estando por ti que incluiría canciones como Estando por ti o Me duele el corazón. 
En 1995 el álbum Una rosa en una rosa, tema que era de Mecano. Aunque cabe destacar que su tema Tres deseos sí que fue escuchado y le consiguió un programa dedicado a ella presentado por Marifé de Triana cantando un dueto al final del programa.

### Actualidad
En 2001 forma parte de los artistas invitados a Eurocanción, donde versiona varios temas del festival.
Trabajó como presentadora de radio y televisión en Sevilla y en 2005 concursó en el reality show de Antena 3, La granja de los famosos. Aprovechando este tirón mediático lanza su último álbum hasta la fecha Bajo los efectos del amor un álbum completamente renovado. El tema incluía un remix de su mayor éxito Él.
Actualmente trabaja como directora y presentadora del programa de entrevistas Salud y belleza con Lucía.
También ha sido jurado en la novena temporada del programa de Canal Sur Se llama copla en 2015.

## Discografía

### LP
- Por estar contigo (1981)
- Él (1982)
- Enredadito (1984)
- Ese beso (1985)
- Estando por ti (1989)
- Veneno y fuego (1990)
- Una rosa es una rosa (1995)
- Cuerpo a cuerpo (1997)
- Bajo los efectos del amor (2006)

### Sencillos
| Año  | Título                    | Álbum                     |
| ---- | ------------------------- | ------------------------- |
| 1981 | Por estar contigo         | Por estar contigo         |
| 1982 | Él                        | Él                        |
|      | Qué tontería              | Él                        |
|      | Acuérdate                 | Él                        |
| 1984 | Enredadito                | Enredadito                |
|      | Pensamientos              | Enredadito                |
| 1989 | Desnúdame                 | Estando por ti            |
| 1990 | Veneno y fuego            | Veneno y fuego            |
| 1995 | Tres deseos               | Tres deseos               |
| 1997 | No me hagas más sufrir    | Cuerpo a cuerpo           |
| 2006 | Bajo los efectos del amor | Bajo los efectos del amor |
|      | Loca por tus huesos       | Bajo los efectos del amor |